# Mittlere Gstemmerspitze
Mittlere Gstemmerspitze (2104 m n. m.) je hora ve Wölzských Taurách na území rakouské spolkové země Štýrsko. Nachází se v hřebeni, který vybíhá západním (později severozápadním) směrem od vrcholu Plannerknot (1996 m), mezi vrcholy Hintere Gstemmerspitze (2090 m) na jihovýchodě a Vordere Gstemmerspitze (2136 m) na severozápadě. Jihozápadní svahy hory klesají do kotle Plannerkessel, severovýchodní do údolí potoka Kothüttenbach. Na hřebeni spojujícím Mittlere Gstemmerspitze a Vordere Gstemmerspitze se nachází pamětní kříž Franzosenkreuz.

## Přístup
- po značené turistické trase č. 16 od rozcestí Plannerknot
- po značené turistické trase č. 17 ze střediska Planneralm